# أوليفر ولكوت جيبس
أوليفر ولكوت جيبس (بالإنجليزية: Oliver Wolcott Gibbs) هو كيميائي وأستاذ جامعي أمريكي، ولد في 21 فبراير 1822 في نيويورك في الولايات المتحدة، وتوفي في 9 ديسمبر 1908 في نيوبورت في الولايات المتحدة.